# Kunsttechnologie

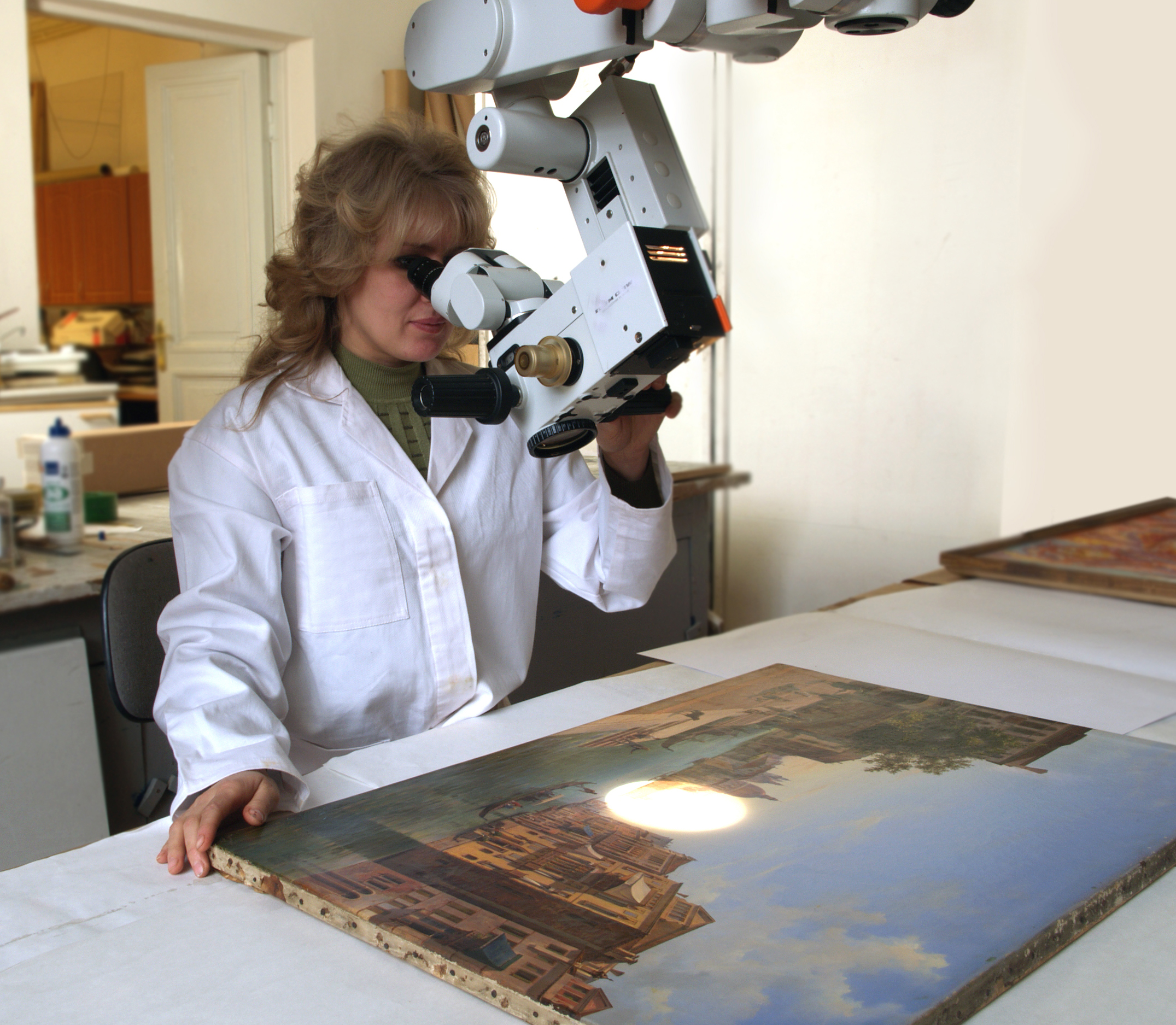
Mikroskopische Untersuchung einer Gemäldeoberfläche.

Die Kunsttechnologie setzt sich mit der Erforschung von Techniken und Materialien von Kunst- und Kulturgut auseinander. Sie basiert insbesondere auf empirischen und naturwissenschaftlichen Untersuchungen der Archäometrie, aber bezieht auch geisteswissenschaftliche Methoden, wie eine Quellenrecherche und kunsthistorische Einordnung ein.
Forschung zur Kunsttechnologie begründet sich nicht allein in dem Bedürfnis Wissenslücken zu dem Schaffensprozess eines Kunstwerks zu schließen, sondern auch darin, die Basis für eine korrekte, objektbezogene Erhaltungsstrategie zu bilden. Kenntnisse zu Material und Technik bilden oft die Grundlage für Maßnahmen der Präventiven Konservierung, Konservierung und Restaurierung.

## Methoden (Auswahl)

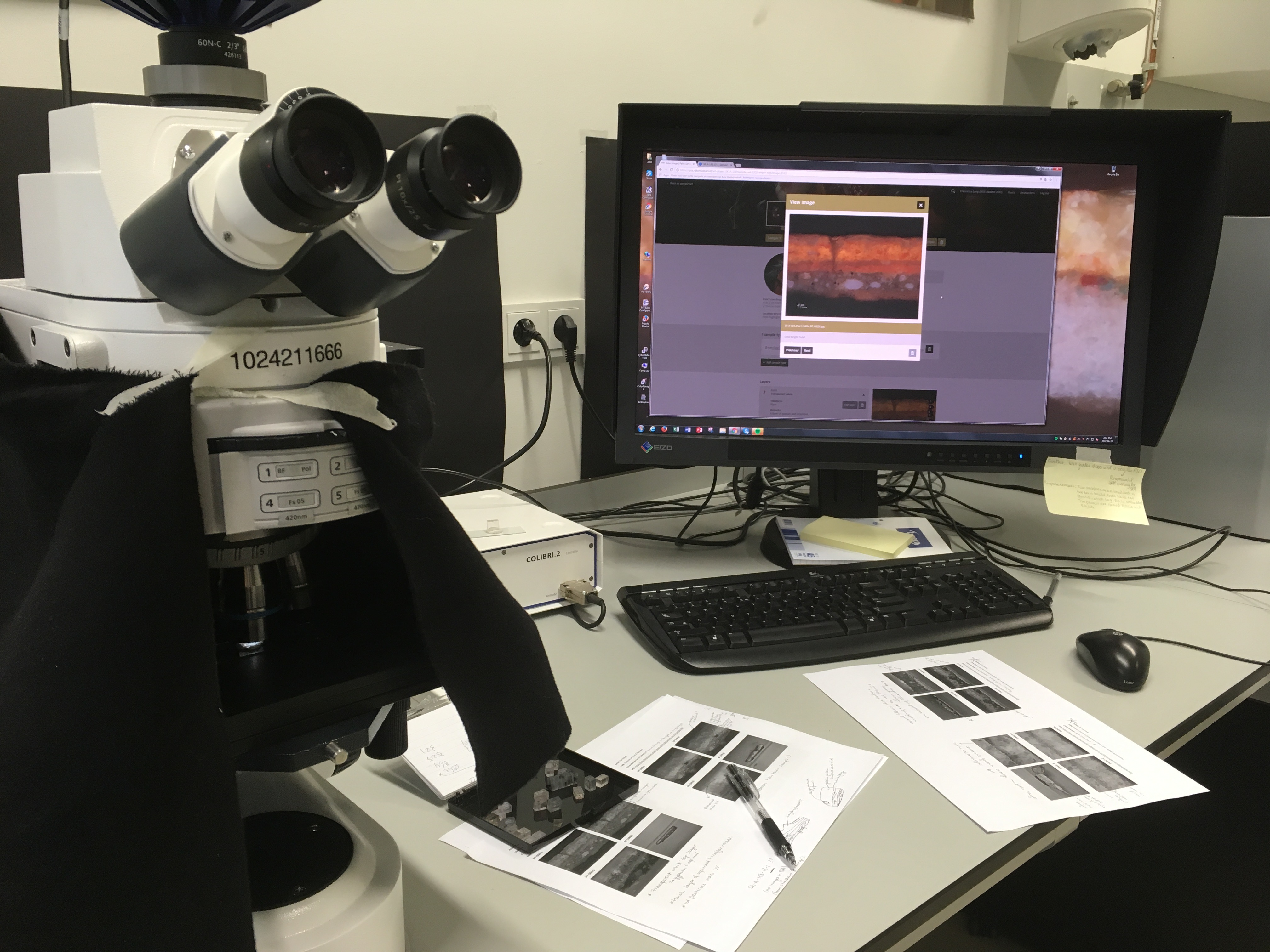
Mikroskopische Untersuchung einer eingebetteten Farbschichtprobe (Anschliff)

Die Kunsttechnologie beschäftigt sich insbesondere mit Techniken und Materialien. Die Fülle an Materialien, die an Kunst- und Kulturgut zu finden sind, ist beinahe unbegrenzt. Die Identifikation von Materialien nimmt daher einen großen Raum in der Kunsttechnologie ein, aber auch Untersuchungen zur Art und Weise der Zusammenfügung von Materialien hat eine große Bedeutung.

### Recherche
Einer der ersten Schritte einer kunsttechnologischen Untersuchung ist eine umfassende Recherche. Unter Umständen liegen schon frühere Untersuchungen des jeweiligen Objekts vor. Alte Fotos sind besonders bei Fragmenten wertvoll. Archivgut und historische Publikationen geben oft viel Auskunft über die Werkgenese. Informationen zur Kunsttechnologie können direkt überliefert sein, oder man kann durch einen geschichtlichen, regionalen oder gesellschaftlichen Kontext auf bestimmte Materialien und Techniken eingrenzen. Dafür sind auch besonders maltechnische Quellentexte von Bedeutung.
Spätestens seit den 1970er Jahren werden Künstler auch systematisch von Restauratoren zu ihren verwendeten Materialien und Techniken befragt. Insbesondere für die Erhaltung von zeitgenössischen Kunstwerken sind die so gewonnenen Informationen von hohem Wert, da heute die Materialfülle besonders groß ist und die Gegebenheiten des Schaffensprozess die Erhaltungsstrategie stark beeinflussen kann.

### Makroskopische Untersuchung
Ebenfalls weit am Anfang einer kunsttechnologischen Untersuchung steht eine empirische Beobachtung und Dokumentation der Werkoberflächen. Farbe, Glanz, Struktur, sowie die Konstruktionsweise können viel Auskunft über Material und Technik geben. Dabei wird auch besonders auf Werkzeugspuren geachtet.
Die Untersuchung kann mit Fotos oder einer Kartierung des Befundes dokumentiert werden. Licht kann dabei auf verschiedene Weisen eingesetzt werden; Streiflicht kann zum Beispiel gut Topographien verdeutlichen, während bei zweidimensionalen Objekten Durchlicht Ausschluss über Schichtdicken geben kann. Ein Endoskop kann zur Einsicht in schwer einsehbare Bereiche zur Hilfe genommen werden.
Unter Umständen kann durch eine dendrochronologische Untersuchung das Alter von verwendetem Holz bestimmt werden.

### Mikroskopie
Eine mikroskopische Untersuchung der Werkoberfläche kann makroskopische Beobachtungen noch präzisieren. Die hierfür verwendeten Stereomikroskope mit niedriger Vergrößerung und Bodenstativ werden auch Technoskope genannt. Insbesondere wenn Proben vom Objekt und diese auf verschiedenste Weisen präpariert werden, kann auch ein Digitalmikroskop mit höherer Vergrößerung betrachtet werden.
Um eine Holzart eindeutig bestimmen zu können, ist die Anfertigung eines Dünnschnitts notwendig, welcher im Durchlichtmikroskop betrachtet und anhand bestimmter Merkmale eingeordnet wird. Fasern von Textilien oder Papier werden ebenfalls mittels der Durchlichtmikroskopie bestimmt. Möchte man spezifische Merkmale einer Materialprobe besser sichtbar machen, kann diese mit einem Farbstoff eingefärbt werden. Proben einer bemalten Oberfläche werden oft als ganze Schichtenpakete im Querschnitt betrachtet. Hierfür muss eine Probe in ein Kunstharz eingebettet und entsprechend zu einem Anschliff oder Dünnschliff geschliffen werden. Die Probe kann dann im Auf- oder Durchlicht in verschiedenen Fluoreszenzbereichen im Untersuchungmikroskop betrachtet werden. Dabei wird die Schichtenabfolge, Partikel-Bindemittelverhältnis, Partikelgröße und -farbe untersucht. Auch hier kann die Probe mit unterschiedlichen Farbstoffen angefärbt werden, um bestimmte Bestandteile sichtbar zu machen.
Neben der Betrachtung im visuellen Licht, ist die Betrachtung von Proben im Dunkelfeld oder im Hellfeld von Bedeutung, da hiermit bestimmte Materialien sichtbar gemacht oder identifiziert werden können. Dazu kann Fluoreszenz-, Interferenz- und Polarisationsmikroskopie angewandt werden.

### Nass- bzw. mikrochemische Analytik
Durch eine Prüfung des Verhaltens einer Probe bei Kontakt mit Wasser und anderen Lösemitteln können insbesondere Bindemittel auf eine Gruppe eingegrenzt werden. Zum Beispiel sind natürliche Gummen auch nach vielen Jahren noch wasserlöslich, während natürliche Harze eher in unpolaren Lösemitteln löslich sind. Dünnschichtchromatographie kann ebenfalls zur Analyse von Bindemitteln angewandt werden.
Mikrochemische Nachweismethoden sind insbesondere bei anorganischen Partikelproben wie Pigmenten anwendbar. Z.B. bilden bleihaltige Pigmente bei einer Reaktion mit Salpetersäure Bleinitratkristalle mit einer charakteristischen Gitterstruktur.

### Instrumentelle Analytik
- UV-Fluoreszenz-Analyse, zur Sichtbarmachung und evtl. Einordnung von bestimmten Materialien. Im Bereich des nahen UVs (400-320 nm). Visuelle Betrachtung der von der Bildoberfläche reflektierten UV-Strahlung unter Ausfilterung des übrigen visuellen Lichts.[10] Einige Materialien haben dabei eine charakteristische Fluoreszenz.
- Infrarotspektroskopie, bzw. FT-IR-Analyse: Verfahren zur Bestimmung organischer Materialbestandteile[11]
- Infrarotreflektografie, bildgebendes Verfahren, kann unter Umständen Schichten unmittelbar unter der Oberfläche sichtbar machen.[10] Infrarotstrahlen sind je nach Wellenlänge in der Lage dünne Schichten bestimmter Materialien zu durchdringen. Unterschiedliche Materialien haben ein unterschiedliches Reflexionsverhalten, sodass unter Umständen die Zeichnung einer unteren Schicht abgebildet werden kann. Zur Sichtbarmachung der spezifischen Reflexion muss eine entsprechende IR-empfindliche Kamera verwendet werden, die dazu sichtbares Licht ausfiltern kann.
- Röntgenfluoreszenzanalyse, Verfahren zur Bestimmung von Elementen.[12]
- Rasterelektronenmikroskop (REM), bildgebendes Verfahren, zur Darstellung von Strukturen im mikroskopischen Bereich (evtl. zusätzliche Funktionen bei Integration von weiteren Komponenten)
- Computertomographie, bildgebendes Verfahren, zur Darstellung von der inneren Struktur eines Objekts.[13]
- Multispektral-Aufnahmen, zur Abbildung eines Objekts mit verschiedenen Wellenlängen des elektromagnetischen Spektrums. Unter Umständen auch in Verbindung mit Falschfarbenaufnahmen, zur Sichtbarmachung von Materialverteilungen innerhalb der obersten Schicht.[14]
- Röntgen, bildgebendes Verfahren, Energiereiche Röntgenstrahlen können viele Materialien durchdringen und bilden das Innere eines Objekts ab.[10]
- C14-Datierung zur Datierung von kohlenstoffhaltigen Materialien.

## Forschungsprojekte (Auswahl)
- Kunsttechnologische Forschungen zum Werk Emil Noldes, 2018–2022
- Die deutsche Tafelmalerei des Spätmittelalters, Kunsthistorische und kunsttechnologische Erforschung der Gemälde im Germanischen Nationalmuseum, seit 2013
- Cranach Digital Archive, Netzwerk zur Erfassung und Erschließung von mehr als 2000 Gemälden, seit 2009
- Kunsttechnologische Forschungen zur Malerei von Ferdinand Hodler, SIK-ISEA mit der Hochschule der Künste Bern, 2009–2019
- Kunsttechnologische Forschungen zur Staffelmalerei der Nazarener, durch Dr. Eva Reinkowski-Häfner, Universität Bamberg, 2018–2021

## Institutionen (Auswahl)
Kunsttechnologische Untersuchungen werden in Deutschland meistens von Restauratoren durchgeführt, die in Museen oder Instituten mit dem entsprechenden Equipment arbeiten. Oft werden diese von externen Forschungseinrichtungen durch die entsprechenden instrumentellen Analysen unterstützt. Insbesondere Röntgen- oder Computertomografischen Untersuchungen werden auch oft in Krankenhäusern oder anderen medizinischen Einrichtungen durchgeführt.
- Doerner-Institut München
- Germanisches Nationalmuseum, Nürnberg[15]
- Rathgen-Forschungslabor, Berlin
- Schweizerisches Institut für Kunstwissenschaft (SIK-ISEA), Zürich[16]
- Deutsches Bergbau-Museum Bochum[17]
- Getty Conservation Institute, Los Angeles[18]
- Curt-Engelhorn-Zentrum Archäometrie, Mannheim[19]

## Studium
Kunsttechnologie und künstlerische Techniken sind als Bestandteil von Forschung und Lehre im deutschsprachigen Raum üblicherweise an Hochschulen mit den Studiengängen Restaurierung und Konservierung zu finden. 2023 wurde an der Universität Bamberg die erste Professur für Kunstgeschichte eingerichtet, die explizit kunsttechnologische Fragen berücksichtigt. In Europa wird Technical Art History unter anderem am Courtauld Institute of Art in London und an den Universitäten von Glasgow, Stockholm und Amsterdam gelehrt. Über Bedeutung, Inhalte und Lehrformate diskutierten Fachleute aus Kunstgeschichte und Restaurierung auf dem Deutschen Kongress für Kunstgeschichte 2024 in Erlangen und auf dem Kongress des Comité International d’Histoire de l’Art (CIHA) 2024 in Lyon.

## Fachzeitschriften
In Deutschland erscheinen mehrere Fachzeitschriften, die sich unter anderem kunsttechnologischen Themen widmen. Hierzu zählen die Zeitschrift für Kunsttechnologie und Konservierung und die vom Rathgen-Forschungslabor herausgegebenen Berliner Beiträge zur Archäometrie, Kunsttechnologie und Konservierungswissenschaft. Für Frankreich ist hier vor allem die Zeitschrift Techne des im Louvre und im Schloss von Versailles ansässigen Centre de recherche et de restauration des musées de France (C2RMF) zu nennen.